# Rhectosemia argentipunctalis
Rhectosemia argentipunctalis là một loài bướm đêm trong họ Crambidae.